# متحف ألتيس
متحف ألتيس (بالألمانية: Altes Museum)، حرفياً يعني المتحف القديم. هو متحف يقع على جزيرة المتاحف، في العاصمة الألمانية برلين. شُيد المبنى بين عامي 1832 و 1830م على الطراز الكلاسيكي الحديث، وبإشراف المعماري كارل فريدريك شينكل، وذلك لاستضافة المجموعة الفنية لعائلة مملكة بروسيا الملكية. ويعد المتحف أحد أبرز المباني المُصممة على النمط الكلاسيكي الحديث، ونقطة بارزة في مسيرة كارل شينكل المهنية. حتى العام 1845م كان يُسمى بالمتحف الملكي (بالألمانية: Königliches Museum). أدرجته اليونسكو والمتاحف والمباني الأثرية الأخرى الواقعة على جزيرة المتاحف كموقع تراث عالمي في عام 1999م.